# Kraemeria bryani
Kraemeria bryani är en fiskart som beskrevs av Schultz, 1941. Kraemeria bryani ingår i släktet Kraemeria och familjen Kraemeriidae. Inga underarter finns listade i Catalogue of Life.